# Wereldkampioenschap veldrijden 1956
De zevende editie van het wereldkampioenschap veldrijden werd gehouden op 19 februari 1956 op het circuit van Baumbusch in de hoofdstad Luxemburg van het gelijknamige groothertogdom. Luxemburg was het eerste land dat voor de tweede keer als gastland optrad, met eveneens de hoofdstad weer als locatie.
Oorspronkelijk moest het parcours van net iets meer dan vier kilometer zeven keer worden afgelegd. Vanwege de combinatie van de weersomstandigheden als de toestand van het terrein werd de wedstrijd ingekort tot zes ronden wat de totale afstand tot 24,300 kilometer bracht. Zo'n 10.000 toeschouwers zagen 37 renners in actie. Uit negen landen, waaronder Tsjechoslowakije dat voor het eerst met een team deelnam, kwamen elk vier renners aan de start, uit Nederland -na de eerste deelname in 1951 weer present- als enige land een deelnemer.
Na 1952 en 1954 stonden er weer twee Fransen en een Zwitser op het erepodium. André Dufraisse behaalde zijn derde opeenvolgende titel met zijn zesde opeenvolgende podiumplaats. Zijn landgenoot Georges Meunier (4e in 1950 en 1951) bezette de tweede plaats en plek drie werd door Emmanuel Plattner (14e in 1955) ingenomen. De best presterende Belg was Frans Feremans op plaats negen. De Nederlander Manus Brinkman haalde de finish niet, hij moest al na een ronde het strijdveld verlaten vanwege een pedaal breuk. Eerdere podiumgangers die dit jaar deelnamen waren Hans Bieri (nu 4e), Pierre Jodet (6e), Amerigo Severini (12e) en Gilbert Bauvin die ook niet finishte vanwege materiaal pech.

## Uitslagen

### Individueel
| #      | Renner                  | Land              | Tijd    |
| ------ | ----------------------- | ----------------- | ------- |
| Goud   | André Dufraisse         | Frankrijk         | 1u25'02 |
| Zilver | Georges Meunier         | Frankrijk         | + 0'34  |
| Brons  | Emmanuel Plattner       | Zwitserland       | + 0'54  |
| 4      | Hans Bieri              | Zwitserland       | + 1'44  |
| 5      | Charly Gaul             | Luxemburg         | + 2'05  |
| 6      | Pierre Jodet            | Frankrijk         | + 2'45  |
| 7      | Heinrich Ruffenach      | Saarland          | + 3'06  |
| 8      | Jempy Schmitz           | Luxemburg         | + 3'09  |
| 9      | Frans Feremans          | België            | + 3'20  |
| 10     | Johny Goedert           | Luxemburg         | + 4'00  |
| 11     | Hansueli Dubach         | Zwitserland       | + 4'25  |
| 12     | Amerigo Severini        | Italië            | + 4'29  |
| 13     | Günter Debusmann        | Saarland          | + 4'54  |
| 14     | Norbert Psarski         | West-Duitsland    | + 5'15  |
| 15     | Calixte Van Steenbrugge | België            | + 5'32  |
| 16     | Pitty Scheer            | Luxemburg         | + 6'02  |
| 17     | Severino Trabucchi      | Italië            | + 6'16  |
| 18     | Mario Rossi             | Italië            | + 6'44  |
| 19     | Firmin Van Kerrebroeck  | België            | + 7'40  |
| 20     | Herbert Ebbers          | West-Duitsland    | + 8'00  |
| 21     | Dante Benvenutti        | Italië            | + 8'28  |
| 22     | Heinz Steinzen          | West-Duitsland    | + 8'33  |
| 23     | Edwin Biefer            | Zwitserland       | + 9'49  |
| 24     | Jaroslav Cihlář         | Tsjecho-Slowakije | + 12'28 |
| 25     | Heinz Peter             | Saarland          | + 13'30 |
| 26     | José Michelena          | Spanje            | + 13'47 |
| 27     | Günter Hermann          | Saarland          | + 14'31 |
| 28     | Jesus Arroyabe          | Spanje            | + 16'16 |
| 29     | Jan Veselý              | Tsjecho-Slowakije | + 16'54 |
| 30     | Karel Bouška            | Tsjecho-Slowakije | + 17'52 |
|        | Georges Furnière        | België            | DNF     |
|        | Gilbert Bauvin          | Frankrijk         | DNF     |
|        | Manus Brinkman          | Nederland         | DNF     |
|        | Felipe Alberti          | Spanje            | DNF     |
|        | José Luis Talamillo     | Spanje            | DNF     |
|        | Josef Křivka            | Tsjecho-Slowakije | DNF     |
|        | Albert Rinn             | West-Duitsland    | DNF     |

### Landenklassement
Op basis klasseringen eerste drie renners.
| # | Land              | Punten |
| - | ----------------- | ------ |
| 1 | Frankrijk         | 0009   |
| 2 | Zwitserland       | 0018   |
| 3 | Luxemburg         | 0023   |
| 4 | België            | 0043   |
| 5 | Saarland          | 0045   |
| 6 | Italië            | 0047   |
| 7 | West-Duitsland    | 0056   |
| 8 | Tsjecho-Slowakije | 0083   |
|   | Spanje            | 000-   |

1950 · 
1951 · 
1952 · 
1953 · 
1954 · 
1955 · 
1956 · 
1957 · 
1958 · 
1959 · 
1960 · 
1961 · 
1962 · 
1963 · 
1964 · 
1965 · 
1966 · 
1967 · 
1968 · 
1969 · 
1970 · 
1971 · 
1972 · 
1973 · 
1974 · 
1975 · 
1976 · 
1977 · 
1978 · 
1979 · 
1980 · 
1981 · 
1982 · 
1983 · 
1984 · 
1985 · 
1986 · 
1987 · 
1988 · 
1989 · 
1990 · 
1991 · 
1992 · 
1993 · 
1994 · 
1995 · 
1996 · 
1997 · 
1998 · 
1999 · 
2000 · 
2001 · 
2002 · 
2003 · 
2004 · 
2005 · 
2006 · 
2007 · 
2008 · 
2009 · 
2010 · 
2011 · 
2012 · 
2013 · 
2014 · 
2015 · 
2016 · 
2017 · 
2018 · 
2019 ·
2020 ·
2021 ·
2022 ·
2023 ·
2024 ·
2025

Categorieën

Mannen elite · 
vrouwen elite · 
mannen beloften · 
vrouwen beloften · 
jongens junioren · 
meisjes junioren · 
gemengde estafette

Voormalig:
mannen amateurs